# Gábor Császár
Gábor Császár (ur. 16 kwietnia 1984 r. w Celldömölk) – węgierski piłkarz ręczny, reprezentant kraju, rozgrywający. Obecnie występuje w Kadetten Schaffhausen.

## Sukcesy
- Mistrzostwa Węgier:
- 2011
  -  2002, 2003, 2004, 2005, 2006, 2007
- Mistrzostwa Francji:
  -  2010
- Puchar Węgier:
  -  2011